# EW Lacertae
EW Lacertae (EW Lac / HD 217050) es una estrella variable en la constelación de Lacerta, situada en la parte central de la misma a 25 segundos de arco en ascensión recta del límite con la constelación de Andrómeda. Se encuentra, de acuerdo a la nueva reducción de los datos de paralaje de Hipparcos, a 821 años luz de distancia del sistema solar.

## Características
De tipo espectral B4IIIpe, EW Lacertae es una de las estrellas Be más complejas y más observadas.
Tiene una temperatura efectiva de 17.900 K y su luminosidad es 3.235 veces superior a la luminosidad solar.
Con una masa siete veces mayor que la masa solar, posee una edad aproximada de 40 millones de años.

## Variabilidad
EW Lacertae es una variable eruptiva del tipo Gamma Cassiopeiae que experimenta pérdida de masa desde su zona ecuatorial, consecuencia de su rápida velocidad de rotación de 350 km/s.
Está catalogada como una estrella con envoltura; la envoltura parece variar en un ciclo de unos 19 días.
El brillo de EW Lacertae oscila entre magnitud aparente +5,22 y +5,48, aunque esta amplitud es variable. En distintas épocas el período ha ido cambiando de 0,7364 días en 1951 para después fluctuar entre 0,800 y 0,700 días; en 1981 su período era de 0,711 días, aumentando posteriormente a 0,722 días.
Asimismo existe una variación a largo plazo en una escala de tiempo de 3000 días.
Su espectro también indica pulsaciones cuasi-periódicas de aproximadamente 1 día.
Se ha observado que la estrella es más brillante cuando es más azul.